# YOSHIMOTO WONDER CAMP TOKYO 〜Laugh&Peace 2011〜
YOSHIMOTO WONDER CAMP TOKYO 〜Laugh&Peace 2011〜（よしもとワンダーキャンプとうきょう 〜ラフアンドピース 2011〜）は、吉本興業が製作したライブイベントである。

## 概説
近年吉本は大々的なライブイベントを企画し2010年まではライブイベントLIVE STANDを開催してきた。しかし、2011年になり東日本大震災の自粛か、大物芸人の不満があり方向転換し、山手線沿線各駅と浅草、築地、立川、東京タワー、神保町でのイベントを企画した。全会場を回るスタンプラリー等も企画されていた。

## 駅でのイベント
山手線沿線
- 巣鴨 - 巣鴨から歌と笑いと元気を届けます!in巣鴨地蔵通り商店街
- 大塚 - CONTS 〜脚本・河本準一〜
- 池袋 - スペシャル ヒーローショー「アサクサイケブクロ」
- 目白 - 俳優theよしもとin目白「Lovelyコーポレーション目白支店」
- 高田馬場 - すべらない芸人vsすべるアスリート!! 〜よしもと芸人と日光アイスバックスが氷上で熱い対決!!他セミナー多数
- 新大久保 - 次長課長 河本と韓国好きなチングたち
- 新宿 - 『芸人恋写〜ゲイニンレンシャ』先行販売イベント他ルミネtheよしもとライブ開催
- 代々木 - 浴衣DEお笑いファッションショー in 代々木コレクション
- 原宿 - ラフォーレミュージアムでイベント開催
- 渋谷 - よしもと∞ホールで連日、ライブ開催
- 恵比寿 - よしもと夏祭り in恵比寿CAFE PARK 〜おもしろ縁日で遊ぼう〜
- 目黒 - 目黒・空中庭園 親子で都会の庭遊び
- 五反田 - 西野亮廣絵本原画展『大魔法コンニチワ』他
- 大崎 - （開催なし）
- 品川 - よしもとプリンスシアターオープニングイベント
- 田町 - よしもと芸人ふれあいボウリングin田町ハイレーン
- 浜松町 - 友近・アジアンと行く東京湾屋形船クルージング
- 新橋 - 新橋ペッパーライブ 〜惹かれ合い離れ合う2つの惑星〜
- 有楽町 - 有楽町ラフピースクエア〜2011夏【旬】〜
- 東京 - 東京よしもと落語会
- 神田 - 女性限定!シルクのべっぴん塾in神田
- 秋葉原 - ポテト少年団・菊地のアイドルパンチ・聖地秋葉原SP第一陣
- 御徒町 - お笑いガジェット展
- 上野 - 目指せ!エメマンバトルCM出演！よしもと若手芸人100組ネタバトル
- 鶯谷 - エロ三羽ガラス
- 日暮里 - くまだまさしワークショップ
- 西日暮里 - くまだまさしと愉快な仲間たち
- 田端 - 「拝啓　芥川龍之介様」
- 駒込 - 駒込ふれあいアート祭り

その他
- 立川 - 週末よしもとin立川
- 東京タワー - 目指せ!日本で1番高いところ!!新世代お笑いライブ in 東京タワー
- 神保町 - 神保町花月で毎日ライブ開催
- 築地 - 日本で一番早いお笑いライブ!?in 築地
- 浅草 - YOSHIMOTO WONDER CAMP TOKYO カリカ家城が歌う